# Rhinolophus osgoodi
Rhinolophus osgoodi (Sanborn, 1939) è un Pipistrello della famiglia dei Rinolofidi endemica della Cina meridionale.

## Descrizione

### Dimensioni
Pipistrello di piccole dimensioni, con la lunghezza della testa e del corpo tra 52 e 54 mm, la lunghezza dell'avambraccio tra 41 e 46 mm, la lunghezza della coda tra 17 e 21 mm, la lunghezza del piede tra 8 e 9 mm, la lunghezza delle orecchie tra 12 e 20 mm.

### Aspetto
Le parti dorsali sono bruno-rossastro brillante mentre le parti ventrali sono leggermente più chiare e grigiastre. Le orecchie sono grandi. La foglia nasale presenta una lancetta con i bordi diritti, un processo connettivo che può avere il profilo triangolare o arrotondato, una sella larga, con i bordi paralleli e l'estremità arrotondata. La porzione anteriore è larga e copre quasi completamente il muso. Il labbro inferiore ha tre solchi longitudinali. La coda è lunga ed inclusa completamente nell'ampio uropatagio. Il primo premolare superiore è situato lungo la linea alveolare. 

### Ecolocazione
Emette ultrasuoni ad alto ciclo di lavoro con impulsi a frequenza costante di 95,2 kHz.

## Biologia

### Comportamento
Si rifugia probabilmente all'interno di grotte.

### Alimentazione
Si nutre di insetti.

## Distribuzione e habitat
Questa specie è conosciuta soltanto in una località della provincia cinese meridionale dello Yunnan nord-occidentale. Un individuo probabilmente della stessa specie è stato catturato nella stessa provincia nel 2003.

## Conservazione
La IUCN Red List, considerato che questa specie è conosciuta soltanto dalla serie di esemplari catturati la prima ed unica volta e l'assenza di informazioni recenti circa la sua diffusione, lo stato della popolazione e i requisiti ecologici, classifica R.osgoodi come specie con dati insufficienti (DD).